# Plougoumelen
 Plougoumelen  (en bretón Plougouvelen) es una población y comuna francesa, situada en la región de Bretaña, departamento de Morbihan, en el distrito de Lorient y cantón de Auray.

## Demografía
| 718 | 729 | 1023 | 1357 | 1544 | 1762 |
| Para los censos de 1962 a 1999 la población legal corresponde a la población sin duplicidades (Fuente: INSEE [Consultar]) |     |      |      |      |      |